# IC 4359
IC 4359 — галактика типу Sc (компактна спіральна галактика) у сузір'ї Центавр.
Цей об'єкт міститься в оригінальній редакції індексного каталогу.